# Маевский (хутор)
Маевский — хутор в Славянском районе Краснодарского края.
Административный центр Маевского сельского поселения.

## География
Расположен на берегу реки Кубань.

### Улицы
| - ул. Восточная, - ул. Выгонная, - ул. Зелёная, - ул. Короткая, - ул. Красноармейская, - ул. Кубанская, - ул. Мира, | - ул. Новосёлов, - ул. Офицеров, - ул. Садовая, - ул. Таманская, - ул. Центральная, - ул. Школьная. |

## История
Хутор основан в 1860—1870 годах на землях, сданных в аренду отставному казачьему офицеру Маневскому, который, в свою очередь раздавал их казакам. По искажённому произношению фамилии Маневского хутор стали называть Маевским.

## Население
| 2002 | 2010 |
| ---- | ---- |
| 814  | ↗845 |